# 火焰草属
火焰草属（学名：Castilleja）是玄参科下的一个属，为草本植物，少数为灌木。该属共有90种，主要产自北美洲。